# Nikolaj Karakulov
Nikolaj Zacharovič Karakulov (in russo Николай Захарович Каракулов?; 10 agosto 1918 – 10 marzo 1988) è stato un velocista sovietico.

## Palmarès

### Europei
- 2 medaglie:
  - 2 ori (Oslo 1946 nei 200 m piani; Bruxelles 1950 nella staffetta 4x100 m)